# Discopus
Discopus is een kevergeslacht uit de familie van de boktorren (Cerambycidae). De wetenschappelijke naam van het geslacht werd voor het eerst geldig gepubliceerd in 1864 door Thomson.

## Soorten
Discopus omvat de volgende soorten:
- Discopus antennatus (Guérin-Méneville, 1855)
- Discopus buckleyi Bates, 1880
- Discopus comes Bates, 1880
- Discopus eques Bates, 1880
- Discopus patricius Bates, 1880
- Discopus princeps Bates, 1880
- Discopus spectabilis (Bates, 1861)